# Cmentarz Vinořski
Cmentarz Vinořski (czes. Vinořský hřbitov) – cmentarz położony w stolicy Czech w dzielnicy Praga 9 Vinoř w kwartale ulic Pracovická, Chaltická i Mladoboleslavská.

## Historia
Cmentarz został założony w II połowie XVIII wieku, ponieważ wyczerpały się miejsca grzebalne na starym cmentarzu przy kościele pw. Podwyższenia Krzyża Świętego. W 1805 po raz pierwszy powiększono jego powierzchnię, równocześnie ostatecznie zamknięto dla pochówków stary cmentarz. Po raz drugi obszar cmentarza został powiększony po ataku lotniczym na Vinoř, który miał miejsce 25 marca 1945. Większość ofiar, których identyfikacja była utrudniona, pochowano w zbiorowej mogile w nowej części nekropolii. W 1947 podczas przygotowywania miejsca pod nowy grób natrafiono na zwierzęce kości i fragmenty naczyń, które okazały się pozostałościami po osadzie i cmentarzysku z czasów kultury ceramiki kreskowanej. W odkrytym grobie znaleziono poza ceramiką również kamienne ostrza i grzebienie. 
Na cmentarzu znajduje m.in. renesansowy nagrobek rodziny Černínów z Chudenic, dawnych właścicieli tych terenów. W 1932 roku został tu pochowany operator filmowy Zdenek Jiránek.
Na cmentarzu znajduje się pomnik upamiętniający pochowanych tu pięciu żołnierzy Armii Czerwonej.